# Хармон, Миллард
Миллард Филлимора Хармон Младший (англ. Millard Fillmore Harmon Jr.; 19 января 1888 — пропал без вести 26 февраля 1945) — американский военный деятель Военно-воздушных сил Армии США. Генерал-лейтенант с января 1942 года.

## Биография
Миллард Хармон родился в 1888 году в Форт-Мейсон, штат Калифорния. Происходил из семьи военных, его отец, Миллард Филлимора Хармон-старший, был полковником армии США. В закончил в 1912 году Военную академию в Вест-Пойнте. В 1914 году был направлен на Филиппины для прохождения службы. В 1916 году был переведён в корпус связи. В 1923 году окончил Командный и штабной колледжи. Учился в Армейском военном колледже, который окончил в 1925 году.
Во время Первой мировой войны Хармон прошёл лётную подготовку и воевал в составе французских авиационных частей. В 1927—1930 годах Миллард Хармон был начальником Лётной школы. В 1932—1936 годах — командир 20-й парашютной группы. С 1938 года помощник начальника тактической школы Воздушного корпуса США. Перед войной Миллард Хармон был военным советником в составе миссии Аверелла Гарримана в Великобритании.
С июля 1941 по январь 1942 года командовал 2-м авиационным соединением. С января 1942 года — начальник штаба ВВС США. С июня 1942 года — командующий войсками США в Южной части Тихого океана.
Участник битвы за Гуадалканал, во время которой он был заместителем адмирала Уильяма Холси. Руководил боями в Новой Джорджии. В августе 1944 года Хармон назначен командующим ВВС США на Тихом океане и заместителем командующего 20-м соединением ВВС. Ввёл практику полётов бомбардировщиков на малых высотах (что увеличивало точность бомбометания).
Миллард Хармон пропал без вести в 1945 году. Самолёт, на котором находился Гармон во время обычного полета на Гавайи, не вернулся на базу. Миллард Хармон был объявлен мертвым 25 февраля 1946, через год после исчезновения.